# Laboratoire de recherche
Pour les articles homonymes, voir Laboratoire.
 (février 2020).

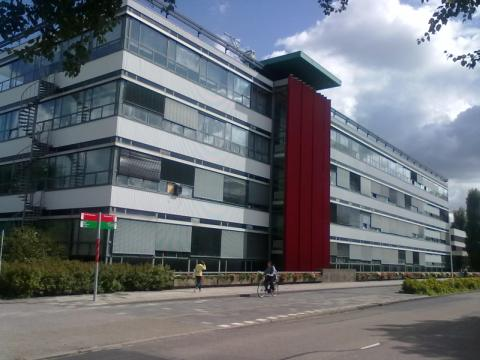
Laboratoire universitaire de recherche (Groningue).

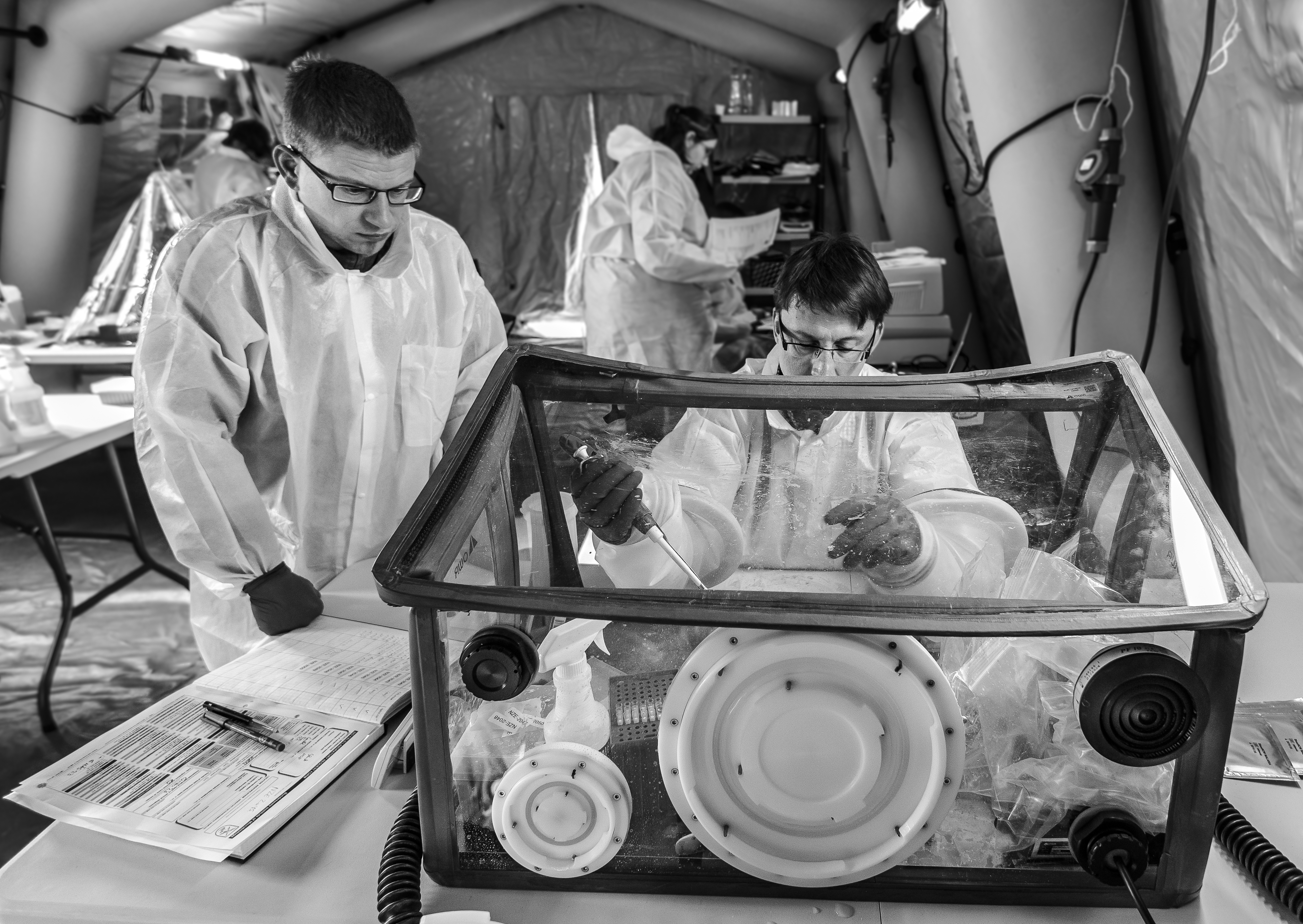
Laboratoire B-LIFE, rapidement déployable à tout endroit du monde en cas de crise sanitaire, ici lors d'un exercice de déploiement à Munich à l'Institut de Microbiologie de la Bundeswehr. Son matériel scientifique de pointe permet de diagnostiquer dans des délais très courts des pathologies sortant de la routine des laboratoires classiques.

Un laboratoire de recherche ou une unité de recherche est une structure sociale constituée donnant un cadre de travail aux chercheurs. Il peut être affilié à une université, à un musée, ou à un organisme de recherche scientifique (en France, par exemple, un EPST comme le CNRS). Ce terme est employé sans impliquer nécessairement que des travaux de laboratoire y soient menés (il existe par exemple des laboratoires de recherche en mathématiques, en linguistique ou en sciences sociales).
Selon les pays et les organismes, un laboratoire peut aussi être dénommé centre, département ou unité de recherche et peut désigner des structures plus ou moins grandes. Cet article s'intéresse aux aspects communs des laboratoires, à savoir le cadre de travail mis en place dans la recherche scientifique.
Dans le cas de laboratoires de recherche et développement au sein d'une entreprise privée, le mode de fonctionnement et de prise de décision est très différent de celui décrit ici. Une entreprise privée, ou un autre acteur comme une association, peut cependant également comprendre un laboratoire de recherche du type de ceux décrit ici, généralement sous forme d'un institut ayant une certaine autonomie, et souvent en association avec une université ou un autre partenaire dont le métier principal est la recherche.

## Rôles et fonctionnement
Le laboratoire de recherche est le cadre le plus immédiat de la vie scientifique, permettant à des chercheurs travaillant sur des problématiques voisines d'interagir. Le laboratoire ou des équipes constituées en son sein, organisent des séminaires scientifiques, des chercheurs extérieurs sont invités à venir présenter leurs travaux.
Il peut également abriter des dispositifs expérimentaux, gérer des ressources informatiques, et fournir un soutien administratif aux chercheurs.
Malgré la notion sous-jacente du laboratoire comme un espace confiné pour les experts, le terme est également appliqué aux espaces d'ateliers tels que les Living Labs, Fab Labs, ou les Hackerspaces, dans lesquels les gens se réunissent pour travailler sur des problèmes de société ou créer des prototypes, travailler en collaboration ou partager des ressources,,. Ce développement s'inspire de nouvelles approches de Sciences participatives et s'appuie sur des méthodes de conception centrées sur l'utilisateur comme Innovation ouverte. Dans ce cas, on parle de laboratoires ouverts. Cependant, chercheurs comme Albrecht Fritzsche notent que le travail dans les laboratoires ouverts diverge considérablement du travail dans les laboratoires de recherche conventionnels. Certains laboratoires ouverts ne doivent en aucun cas être pris au sérieux comme des laboratoires de recherche.

## Chercheurs et personnels

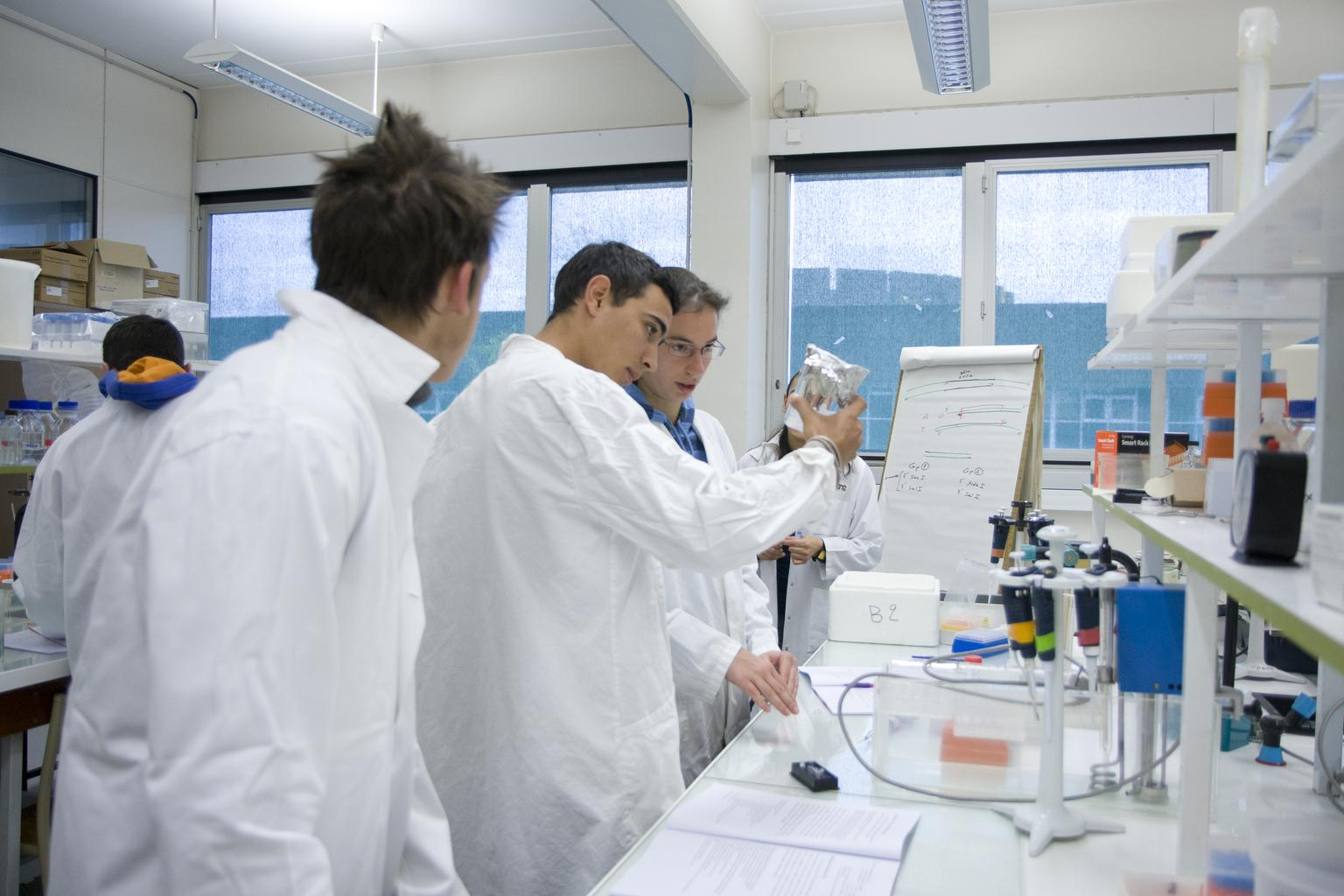
Étudiants dans un laboratoire de recherche.

Les personnels travaillant dans un laboratoire diffèrent selon les types de laboratoires, et peuvent avoir de multiples statuts et appartenance. Les personnels des établissements publics scientifiques et technologiques sont :
- les chercheurs, dont :
  - les chercheurs statutaires titulaires d'un EPST ou d'un EPIC, qui n'ont pas l'obligation statutaire d'enseignement : en France, les chargés de recherche et directeurs de recherche[10],[11],
  - les chercheurs contractuels post-doctorants (post-doctoral researcher dans la terminologie anglo-saxonne), financés sur la base de projets de recherche avec une durée déterminée[12],
  - les enseignants-chercheurs titulaires ayant un poste dans un établissement d'enseignement supérieur, qui ont obligation statutaire d'enseignement et de recherche : en France, les maîtres de conférences et les professeurs des universités[13],
  - les attachés temporaires d'enseignement et de recherche (ATER), qui sont des enseignants-chercheurs temporaires[14],
  - les ingénieurs de recherche[10],
  - les doctorants préparant une thèse, dont une partie est allocataires de recherche, sous contrat avec une entreprise, ou sans rémunération ; selon les disciplines, le nombre des doctorants allocataires varient[15],
  - les stagiaires, notamment les étudiants préparant un master de type « recherche » ;
- les ingénieurs d'études, assistants ingénieurs et techniciens, chargés de travaux sur les installations expérimentales et des moyens informatiques[10] ;
- les personnels administratifs et techniques : secrétaires, attachés d'administration de la recherche, gestionnaires de recherche, responsables patrimoine-logistique de l'établissement, etc.[10].

Selon les pays et les spécificités du laboratoire de recherche, certains types de personnels seront plus ou moins présents, voire absents de l'unité. Les chercheurs sont parfois regroupés en équipes de recherche internes aux laboratoires, avec un domaine de recherche plus spécifique.

## Recrutement
Les modes de recrutement varient grandement selon les pays et le statut de la recrue. La principale source de complexité vient du fait que la plupart des personnels ne sont pas payés par l'unité de recherche elle-même, mais par des organismes extérieurs (universités, agences de financement de la recherche) qui, selon les cas, laissent plus ou moins de latitude à l'unité de recherche dans le recrutement.
À une extrême, une université peut recruter un enseignant-chercheur en se basant sur des considérations d'enseignement seulement, en particulier s'il se trouve que le laboratoire de recherche concernée par le recrutement n'est pas représenté dans la commission de recrutement. C'est notamment un cas possible en France. À une autre extrême, une agence de financement peut confier, sur la base d'un projet, une enveloppe financière correspondant à une ou plusieurs années de salaire à un chercheur, qui a alors la possibilité de recruter qui bon lui semble (dans le respect de règles imposées par l'organisme de tutelle du laboratoire de recherche, qui sera en définitive l'employeur effectif de la recrue). Ce système est commun dans les pays anglo-saxons. Tous les systèmes intermédiaires sont possibles, y compris le recrutement par une commission complètement extérieure au laboratoire et à l'organisme de la personne recrutée, comme cela se fait par exemple au CNRS en France ou pour les Research councils britanniques. Dans ce dernier cas cependant, le recrutement s'appuie sur un dossier préparé de façon coordonnée par le candidat et son unité d'affectation.

### Dérive endogène éventuelle
Défini par le ministère, le recrutement endogène (recrutement local ou interne) désigne le recrutement d'un candidat ayant obtenu son doctorat dans l'établissement pour un poste de maître de conférences, et d'un maître de conférences de l'établissement pour un poste de professeur des universités.
Il a été observé que les laboratoires ont tendance à recruter les gens qu'ils ont formés : 18 % chez les maîtres de conférences et 48 % chez les professeurs des universités en 2018. Cette pratique est débattue au sein de la communauté scientifique. Pour certains, un recrutement endogène important peut limiter le brassage des idées apportées par des recrues externes au laboratoire,. Pour d'autres, le recrutement endogène permet de bénéficier à long terme des compétences de docteurs brillants et assidus formés au sein de l'unité. Ils estiment que les petites structures pourraient être désavantagées en cas de limitation du recrutement endogène. Les meilleurs docteurs formés partiraient vers de plus grosses structures.
Pour tenter de donner naissance à une prise de conscience de ce problème, la société de mathématiques européenne soutient l'initiative suédoise de publier un indice de mobilité académique (AMI en anglais). L'AMI d'un établissement est la proportion de ses chercheurs et enseignants-chercheurs qui ont obtenu leur plus haut grade alors qu'ils travaillaient dans un autre établissement (par exemple, grade de docteur, ou de professeur). Certaines universités s'imposent des quotas limites de recrutements endogènes. À l'université Grenoble-Alpes, il était par exemple de 23 % en 2015 et des règles de mobilités ont été mises en place.
D'un autre côté cette mobilité internationale ou nationale forcée est porteuse d'effets induits pas toujours envisagés et pourtant très importants. Sur le plan intellectuel tout d'abord, le brassage mène également à une moyennisation épistémologique peu porteuse en sciences humaines. Au niveau personnel, l'injonction à la mobilité a de nombreuses conséquences sur l'organisation de la vie des chercheurs (difficulté à maintenir une relation affective à longue distance, difficulté d'être séparé de sa famille…).[Interprétation personnelle ?] La poursuite des inégalités hommes-femmes à l'université a lieu précisément au moment des post-doctorats, soit au moment où la mobilité devient la norme. Les femmes imposent moins souvent que les hommes les déménagements dans d'autres pays, et ainsi elles restent minoritaires au sein des professeurs d'université,.

## Statuts et labels
Les laboratoires et structures de recherche peuvent obtenir des statuts labellisés à la suite d'évaluations par différents organismes[réf. nécessaire].
En France, les laboratoires de recherche sont affiliés à un ou plusieurs établissements d'enseignement supérieur, appelés « tutelles », et/ou un organisme de recherche (EPST) comme le CNRS, l'INSERM, l'INRAE, l'CNES, etc. Au Royaume-Uni, ils peuvent dépendre d'un research council, tandis qu'aux États-Unis, il peut s'agir d'un national laboratory. Les établissements de tutelle sont en général les employeurs de la plus grande partie des personnels. Ils sont également les responsables légaux des unités, détiennent les comptes bancaires, sont généralement propriétaires ou gestionnaires des locaux, etc. Ils sont alors la seule entité disposant de la personnalité juridique, le laboratoire de recherche étant considéré comme un service partagé de ses établissements de tutelle. Ceci explique qu'ils disposent d'un fort pouvoir sur les laboratoires, ce qui est parfois perçu, à tort, comme une ingérence[réf. nécessaire].
Du fait de l'importance des activités d'enseignements pour une partie des personnels, les laboratoires universitaires sont souvent liés à une faculté d'enseignement (par exemple, en France, la structure des UFR)[réf. nécessaire].
Les unités, structures et pôles peuvent être labellisés Laboratoire d'excellence (Labex)[réf. nécessaire].

### Unités
Pour être évalués, les laboratoires doivent au préalable avoir été accrédités par la commission recherche de son établissement support (université, école supérieure, etc.). Ils obtiennent alors un identifiant qui permet de les répertorier dans les bases de données des ministères et organismes de tutelles. Cet identifiant est composé du sigle du label et d'un numéro d'identification, par exemple UR no 1905. Ils peuvent s'appeler :
- unité de recherche (UR) : label obtenu après évaluation du dossier par le Haut Conseil de l'évaluation de la recherche et de l'enseignement supérieur (HCERES) et l'université gérant l'UR. L'UR remplace, depuis 2020, le label Équipe d'accueil (EA)[25] ;
- unité mixte de recherche (UMR) ou laboratoire associé : label mixte obtenu après évaluation du dossier par le ministère de l'Enseignement supérieur, de la Recherche et de l'Innovation (MESRI) et par un organisme de recherche (CNRS, INSERM, INRA, etc.). L'UMR est gérée par un ou plusieurs établissements publics et l'organisme de recherche qui a participé à la labellisation[26] ;
- équipe mixte de recherche (EMR) : label mixte obtenu après évaluation du dossier par le MESRI et le CNRS. Contrairement au label UMR qui concerne l'ensemble du laboratoire, l'EMR ne concerne qu'une ou plusieurs équipes du laboratoire. Elle remplace depuis 2021 l'équipe de recherche labellisée (ERL) et la formation de recherche en évolution (FRE) qui était un label mixte obtenu après évaluation par le MESRI et par le CNRS[27] ;
- unité propre de recherche (UPR) ou unité sous contrat (USC) : label pour les laboratoires propres des organismes de recherche, sans partenaire universitaire ;
- label Carnot : label obtenu par évaluation du MESRI. Le laboratoire labellisé « Carnot » effectue des travaux de recherche scientifique en partenariat public-privé[28] ;
- école universitaire de recherche (EUR) : selon la convention du 14 février 2017 relative au programme d'investissement d'avenir (PIA), les écoles universitaires de recherche définissent elles-mêmes les modalités de recrutement de leurs étudiants tant en master qu'en doctorat[24]. Elle précise que « tous les établissements et sites qui se distinguent par leur excellence dans un domaine spécifique ont vocation à créer des écoles universitaires de recherche qui pourront inclure notamment des projets déjà labellisés et financés par le PIA, en particulier des Laboratoires d'excellence (LabEx) et contribuer le cas échéant à spécialiser les sites, à simplifier et à structurer le paysage français de l'enseignement supérieur et de la recherche »[24].

### Structures fédératives de recherche
Les structures fédératives de recherche (SFR) sont des regroupements de laboratoires ayant des objectifs de développement de projets communs et de mutualisation des équipements. Elles doivent être validées par le ministère et peuvent ensuite être accréditées ou non par un organisme de recherche. Elles peuvent s'appeler :
- Fédération de recherche ministère (FED) : label obtenu après évaluation du dossier par le MESRI ;
- Fédération de recherche (FR) ou structure associée : label obtenu après évaluation par le MESRI et le CNRS ;
- unité d'appui et de recherche (UAR) : structure accueillant du personnel administratif, technique et des chercheurs. Cette nouvelle entité créée en 2021 résulte de la fusion entre les unités mixtes de services (UMS), les unités de service et de recherche (USR) et les unités propre de service (UPS) ;
- unité mixte internationale (UMI) appelée officiellement « International research lab » (IRL) : structure accueillant des laboratoires de différents pays afin de développer des coopérations de long terme avec des universités et des organismes étrangers[27] ;
- maison des Sciences de l'Homme (MSH) : structure accueillant des laboratoires travaillant sur des disciplines relevant des sciences humaines et sociales[29] ;
- groupement de recherche (GDR) et groupement d'intérêt scientifique (GIS) : ils permettent de structurer et coordonner les activités de recherche dans un domaine au sein de la recherche française. Ils organisent des réunions et sont chargés de la veille scientifique afin de suivre les évolutions des résultats dans le domaine. La différence entre GDR et GIS réside notamment dans le fait que les GDR sont des structures opérationnelles de recherche placées sous le regard du CNRS[30],[31].

### Pôles de recherche
Les pôles désignent des regroupements de compétences dans des domaines scientifiques donnés. Ils sont de types et de terminologies variés et ont des degrés de reconnaissance très divers comme le montrent les quelques exemples ci-dessous :
- les pôles de compétence et les pôles d'excellence du CNRS : structures thématiques du CNRS regroupant un grand nombre de chercheurs dans un domaine scientifique où la science réalisée est jugée d'excellence. Ces pôles n'ont pas d'existence formelle ;
- les pôles de compétitivité : ce sont des structures récemment validés par le gouvernement associant des industriels et des laboratoires de recherche.

## Financement
Le laboratoire de recherche gère les aspects financiers de la recherche, excepté les salaires de la plupart des personnels, qui sont versés directement par leur établissement d'affectation (université, CNRS, etc.)[réf. nécessaire].
Le coût des recherches peut être très différent selon les disciplines, depuis les mathématiques ou l'histoire, qui n'exigent que peu d'équipement jusqu'à la biologie, la chimie, ou certaines branches de la physique où les expériences et les équipements nécessaires peuvent être extrêmement coûteux[réf. nécessaire].
Une autre source de dépense vient des frais de déplacement, pour des congrès scientifiques ou des invitations de chercheurs extérieurs[réf. nécessaire].
Dans les pays développés, il existe depuis quelques décennies une tendance à l'association entre les laboratoires de recherche, l'industrie, et les universités, sur des territoires géographiques. Cette forme de développement a pris comme modèle la Silicon Valley en Californie[réf. nécessaire].
On appelle ces partenariats des clusters, aux États-Unis, ou des pôles de compétitivité en France[réf. nécessaire].
En France, plusieurs laboratoires du Commissariat à l'énergie atomique et du CNRS participent à des pôles de compétitivité, en fonction de leurs compétences[réf. nécessaire].